# Hôtel-Dieu (Parigi)
L'Hôtel-Dieu di Parigi, fondato nel 651 da san Landerico, vescovo di Parigi, è il più antico ospedale della capitale francese e uno dei più antichi ancora in attività. Simbolo della carità e dell'ospitalità, rimase il solo ospedale di Parigi fino al Rinascimento.

## Storia
In questo prestigioso ospedale iniziò la sua carriera Jean-Nicolas Corvisart des Marets, padre della moderna cardiologia.
L'edificio sorge sull'Île de la Cité, al lato nord della Piazza di Notre-Dame. Fu eretto tra il 1866 e il 1878 dall'architetto Émile Jacques Gilbert, coadiuvato da genero  Arthur-Stanislas Diete, e prese subito la funzione di orfanotrofio. Questo edificio ne sostituiva uno precedente del XVII secolo, che però si estendeva attraverso l'isola, su entrambe le rive della Senna. Fu qui che nel 1944 la polizia municipale tenne testa ai tedeschi.
L'Hôtel-Dieu è tuttora un ospedale e fa parte del consorzio di ospedali universitari Assistance Publique - Hôpitaux de Paris.